# BPEL4People
A BPEL4People a WS-BPEL kiterjesztése emberek számára, melyet az IBM és az SAP AG vetettek fel egy közös jelentésben 2005-ben.

## Történet
2007-ben hat szervezet, Active Endpoints, Adobe, BEA, IBM és SAP közösen publikálta a BPEL4People és WS-HumanTask specifikációt, leírva az emberi interakciók megfogalmazásának lehetőségét egy BPEL folyamatban.

## Probléma felvetés és motivációk
A BPEL nyelv segítségével meghatározhatunk egy üzleti folyamatot, amíg a folyamat tevékenységei webszolgáltatások. Ez a szabvány nem terjed ki az emberi interakciókra. Annak ellenére, hogy a webszolgáltatásokat széles körben alkalmazzák az elosztott üzleti folyamatok területén, komoly hiányosságok figyelhetők meg az emberi interakciók támogatásában.

## Célok
Egy üzleti folyamaton belül a BPEL4People
- támogatja az emberek szerepkör alapú interakcióit
- jelentést ad a felhasználók általános emberi szerepkörökbe sorolásához
- lehetőséget biztosít a feladatok egyetlen személyhez történő hozzárendeléséhez
- támogatja a következő forgatókönyveket:
  - Négy szem forgatókönyv
  - Jelölés
  - Eszkaláció
  - Láncolt végrehajtás

azzal, hogy továbbfejleszti a BPEL nyelvet.
A WS-HumanTask specifikáció bevezeti az emberi feladatok és a figyelmeztetések fogalmát, kitérve a tulajdonságaikra, viselkedésükre és a hozzájuk tartozó műveletekre, amikkel az emberi feladatokat irányítják. Egy koordináló protokollt definiál, hogy a folyamatok önállóságát és életciklusát irányítsa.
A BPEL4People specifikáció nyelvi szintre emeli az emberi interakciókat a WS-BPEL nyelvben. Az alap cselekvések olyan típusát definiálja, amelyeknek az implementációja egy emberi feladat és engedi a feladatok megszorítását az aktuális folyamatra vagy engedélyezi azok elérését más folyamatoknak. A kiterjesztés a WS-HumanTask specifikáción alapszik.

## Lásd még
- BPEL

### OASIS BPEL4People and WS-HumanTask Standardization (angol nyelven)
- http://www.oasis-open.org/committees/tc_home.php?wg_abbrev=bpel4people

### Specifikációk (angol nyelven)
- Specification: Web Services for Human Task (WS-HumanTask), version 1.0 Archiválva 2007. szeptember 30-i dátummal a Wayback Machine-ben
- Specification: WS-BPEL Extension for People, (BPEL4People), version 1.0 Archiválva 2007. szeptember 27-i dátummal a Wayback Machine-ben

#### White Paper (angol nyelven)
- WS-BPEL Extensions for People—BPEL4People Archiválva 2009. december 2-i dátummal a Wayback Machine-ben
- Human Services: Integrating user interfaces into a service-oriented architecture (Nov 2006)

### Cikkek (angol nyelven)
- Evaluation of the BPEL4People and WS-HumanTask Extensions to WS-BPEL 2.0 using the Workflow Resource Patterns
- VieBOP: Extending BPEL Engines with BPEL4People Archiválva 2016. március 4-i dátummal a Wayback Machine-ben
- Modeling Human Aspects of Business Processes - A View-Based, Model-Driven Approach Archiválva 2018. október 3-i dátummal a Wayback Machine-ben

### További hivatkozások
- BPMN Modeler that fully supports BPEL for People
- Visually orchestrate services and people with BPEL and BPEL4People
- Download a WS-HumanTask SDK that includes the documentation, JavaDoc and samples
- Apache HISE - open source implementation of WS-HumanTask specification